# Get Over
Singles de dream
Stay: Now I'm Here
(2001) Yourself
(2002)
Get Over est le onzième single du groupe féminin de J-pop dream, produit par Max Matsura, dont les paroles sont écrites par l'une des chanteuses, Mai Matsumoro. Il sort le 28 novembre 2001 au Japon sous le label avex trax, un mois seulement après le précédent single du groupe, Stay: Now I'm Here. Il atteint la 12e place du classement Oricon, et reste classé pendant huit semaines.
Le maxi-single contient cinq titres : une chanson originale, sa version instrumentale, et trois versions remixées. La chanson-titre a été utilisée comme premier générique d'ouverture de la série anime Hikaru no go. Elle figurera sur le deuxième album du groupe, Process, qui sortira trois mois plus tard. Une vidéo homonyme contenant son clip vidéo sortira trois mois plus tard, le 14 février 2002, aux formats VHS et DVD.

## Membres
- Mai Matsumoro
- Kana Tachibana
- Yū Hasebe

## Liste des titres
CD
1. Get Over (Original Mix)
2. Get Over (Keith Litman's Klub Mix)
3. Get Over (2the future remix)
4. Get Over (Razors 2MG Mix)
5. Get Over (Instrumental)

DVD / VHS
1. Get Over (clip vidéo)